# Nederkalix distrikt
Nederkalix distrikt är ett distrikt i Kalix kommun och Norrbottens län. Distriktet ligger omkring Kalix i östra Norrbotten.

## Tidigare administrativ tillhörighet
Distriktet inrättades 2016 och utgörs av socknen Nederkalix i Kalix kommun.
Området motsvarar den omfattning Nederkalix församling hade vid årsskiftet 1999/2000 och som den fick 1909 efter utbrytning av Töre församling.

## Tätorter och småorter
I Nederkalix distrikt finns åtta tätorter och fjorton småorter.

### Tätorter
- Bredviken
- Båtskärsnäs
- Gammelgården
- Kalix
- Nyborg
- Påläng
- Risögrund
- Sangis

### Småorter
- Börjelsbyn
- Granholmen
- Holmen
- Innanbäcken
- Karlsborg
- Kälsjärv
- Målsön
- Månsbyn
- Skoghem
- Storön
- Vallen
- Vikmanholmen
- Vånafjärden
- Östanfjärden